# Baksan (rzeka)
Baksan, inaczej Azau – rzeka w Kabardo-Bałkarii. Jest prawym dopływem Małki. Ma długość 173 km. Wypływa z lodowców Elbrusa. Przepływa przez Park Narodowy „Przyelbrusie”.